# Guayaquil City Fútbol Club
O Guayaquil City Fútbol Club (anteriormente, Club Deportivo River Ecuador) é uma instituição desportiva da cidade de Guaiaquil, no Equador. Foi fundado em 7 de setembro de 2007 como Club Deportivo River Ecuador e teve seu nome alterado em 2017. O clube é afiliado a Asociación de Fútbol del Guayas.
A mudança de nome não foi a única alteração, a equipe trocou também o escudo e suas cores, passando de rubro-negro (vermelho e preto) para alviceleste (branco e azul) - cores da bandeira da cidade de Guaiaquil.
Na temporada 2015, ainda com o nome antigo, o clube participou da Série A do Equador.

## História

### O começo
Tudo começou em 2007, quando o Club Atlético River Plate viajou ao Equador para realizar um concurso que se chamou "La Banda Roja te Espera", abrindo uma escola de futebol. Esse concurso consistia em avaliar garotos de todas as idades para levá-los até a Argentina para jogar nas categorias de base do clube. Como resultado, 4 garotos equatorianos foram selecionados para treinar na base do River.
Em 2017, o City Football Group comprou a equipe e alterou seu nome para Guayaquil City Fútbol Club. A mudança de nome obteve o aval do Comitê Executivo da Federação Equatoriana de Futebol. Além do nome também foram alterados o escudo da equipe e as suas respectivas cores.

Cores do antigo escudo
(2007-2017)

### As escolas
Em outubro de 2007, foi feito um acordo entre a Federação de Desporto de Guayas e o IPAC, começando assim, uma escola de formação. Dentro desta estrutura, o Plate Ecuador contava com uma concentração que fornecia moradia, alimentação, educação e transporte para os pequenos jogadores do centro de formação.
A base do clube é sua maior força e revelou Juan Cazares, que se transferiu para o River Plate, além de ter a revelação Kevin Rosales de apenas 15 anos em seu elenco de base.

### Subindo os degraus
Em 2008, a equipe disputou a terceira divisão equatoriana já com seu próprio estádio e suas excelentes instalações.
No ano de 2009, o clube ficou na terceira colocação da terceirona e se classificou para a Série B de 2010, na última rodada da competição e, finalmente, depois de 4 anos na segundona equatoriana, o River subiu para a primeira divisão nacional.
Em 31 de janeiro de 2015 disputou a sua primeira partida na Serie A de Ecuador contra o Aucas, clube que havia sido promovido junto ao River.

## Elenco Atual
Legenda:
- : Capitão

## Títulos
- Provincial de Guayas: 2008 e 2009
- Copa Nelson Muñoz: 2015